# Güldem Durmaz
Güldem Durmaz est une réalisatrice, scénariste et productrice franco-belge, d'origine turque.

## Biographie
Née le 26 décembre 1971 à Paris, Güldem Durmaz a grandi dans cette ville, où elle étudie la littérature française à la Sorbonne et les langues, tout en suivant une formation aux arts dramatiques. Elle commence à écrire et réaliser des films en 2001, avec le soutien du Ministère de la Culture de la Communauté française de Belgique. Ce sont d'abord des courts-métrages de fiction, Şoför (chauffeur), en 2001, et Koro en 2002, qui sont sélectionnés et primés dans de nombreux festivals internationaux,.
Güldem Durmaz s'intéresse ensuite à la forme documentaire, collaborant en 2004 au film collectif Pour vivre j'ai laissé, en co-réalisation avec Bénédicte Liénard, Valérie Vanhoutvinck, et des résidents du « Petit Château », un centre pour demandeurs d'asile situé à Bruxelles. Cette approche documentaire va peu à peu se décliner sous des formes non conventionnelles, comme le portrait en split-screen de l'artiste transsexuelle kurde Esmeray dans Ben/O (moi/lui), 2011, présenté alternativement sous forme de film (à la Gaîté-Lyrique à Paris, aux Subsistances à Lyon, au MuCeM à Marseille) et d'installation vidéo (à La Bellone/Halles de Schaerbeek, Bruxelles),.
Ensemble!, 2016, est un film multi-écrans sur le développement durable, destiné au Palais des Images du SPARKOH (ex-PASS), un parc d'attractions scientifiques à Mons,. En 2016, elle termine Kazarken (en creusant), un long-métrage qui mêle documentaire intime et fiction mythologique, avec l'acteur Denis Lavant dans le rôle du centaure Chiron,. Le film, sélectionné entre autres au TFF-Festival du Film de Turin et à Filmer à tout prix, sort en salles en Belgique en 2018, et est diffusé sur la plateforme de cinéma d'art et d'essai en ligne MUBI,,.
Durmaz réalise en 2021 un nouveau court métrage hybride avec Denis Lavant, Lazare, inspiré d'un texte de Marguerite Yourcenar.

## Filmographie
- 2001 : Şoför (chauffeur) (court métrage fiction)
- 2002 : Koro (court métrage fiction)
- 2004 : Pour vivre j'ai laissé (documentaire), film collectif
- 2011 : Ben/O (moi/lui) (court métrage documentaire en split-screen, décliné parfois en installation vidéo)
- 2016 : Ensemble! (court métrage documentaire sur 5 écrans)
- 2016 : Kazarken (en creusant) (long métrage documentaire/fiction)
- 2021 : Lazare (court métrage documentaire/fiction)

### Divers
Güldem Durmaz apparaît en 2018 dans le Cinématon #3042 du cinéaste français Gérard Courant. Koro est intégré à la sélection Conditioned de l'éditeur de films et d'art vidéo Lowave.